# Pseudoxyrhopus oblectator
Pseudoxyrhopus oblectator — вид змій родини Pseudoxyrhophiidae. Ендемік Мадагаскару.

## Поширення і екологія
Pseudoxyrhopus oblectator мешкають на сході Центрального плато острова Мадагаскар. Вони живуть у вологих тропічних лісах, на висоті від 700 до 900 м над рівнем моря. Ведуть нічний спосіб життя.

## Збереження
МСОП класифікує цей вид як вразливий. Pseudoxyrhopus oblectator загрожує знищення природного середовища.